# Minnesota National Guard

Logo

Die Minnesota National Guard des Minnesota Department of Military Affairs (MNDMA) des US-Bundesstaates Minnesota ist Teil der im Jahr 1903 aufgestellten Nationalgarde der Vereinigten Staaten (akronymisiert USNG) und somit auch Teil der zweiten Ebene der militärischen Reserve der Streitkräfte der Vereinigten Staaten.

## Organisation
Die Mitglieder der Nationalgarde sind freiwillig Dienst leistende Milizsoldaten, die dem Gouverneur von Minnesota (aktuell Tim Walz) unterstehen. Bei Einsätzen auf Bundesebene ist der Präsident der Vereinigten Staaten Commander-in-Chief. Adjutant General of Minnesota ist Brigadier General Shawn P. Manke.
Die Minnesota National Guard führt ihre Wurzeln auf Milizverbände des Minnesota Territory aus dem Jahr 1850 zurück, der Bundesstaat wurde erst 1858 gegründet. Die Nationalgarden der Bundesstaaten sind seit 1903 bundesgesetzlich und institutionell eng mit der regulären Armee und Luftwaffe verbunden, so dass (unter bestimmten Umständen mit Einverständnis des Kongresses) die Bundesebene auf sie zurückgreifen kann. Davon zu unterscheiden ist die zurzeit inaktive Staatsgarde, die Minnesota State Guard, die allein dem Bundesstaat verpflichtet ist und im Ersten und Zweiten Weltkrieg die in Europa und im pazifischen Raum dienende Nationalgarde an der Heimatfront ersetzte.
Die Minnesota  National Guard besteht aus den beiden Teilstreitkraftgattungen des Heeres und der Luftstreitkräfte, namentlich der Army National Guard und der Air National Guard. Die Minnesota  Army National Guard hatte 2017 eine Stärke von 10.927 Personen, die Minnesota Air National Guard eine von 2.305, was eine Personalstärke von gesamt 13.232 ergibt.

## Wichtige Einheiten und Kommandos
- Joint Force Headquarters in St. Paul
  - MN Medical Detachment
  - Recruiting and Retention Battalion
  - Training Support Unit
  - 175th Regiment (Regional Training Institute) in Camp Ripley
    - 1st Battalion (Officer Candidate School)
    - 2nd Battalion (Modular Training)
    - Regional Training Site-Maintenance

### Army National Guard
- 34th Red Bull Infantry Division in Rosemount
  - Division Headquarters and Headquarters Battalion
  - 34th Infantry Division Band
- 1st Armored Brigade Combat Team, 34th Infantry Division  in Bloomington
  - Headquarters and Headquarters Company
  - 334th Brigade Engineer Battalion
  - 134th Brigade Support Battalion
  - 1st Combined Arms Battalion, 194th Armor Regiment
  - 1st Squadron, 94th Cavalry
  - 1st Battalion, 125th Field Artillery
  - 2nd Combined Arms Battalion, 136th Infantry Regiment
  - 2nd Battalion, 135th Infantry Regiment
- 34th Expeditionary Combat Aviation Brigade in St. Paul
  - Headquarters and Headquarters Company
  - 2nd Battalion, 147th Assault Helicopter Battalion
  - 834th Aviation Support Battalion
  - B Company, 2nd General Support Aviation Battalion, 211th Aviation Regiment
  - C Company, 2nd General Support Aviation Battalion, 211th Aviation Regiment
- 347th Regional Support Group in Roseville
  - Headquarters and Headquarters Company
  - 114th Transportation Company
  - 147th Human Resources Company
  - 147th Financial Management Support Detachment
  - 247th Financial Management Support Detachment
  - 204th Area Support Medical Company
  - 224th Transportation Company
  - 434th Support Maintenance Company
  - 1903rd and 1904th Acquisition Teams
- 84th Troop Command in Minneapolis
  - Headquarters and Headquarters Company
  - 1st Battalion, 151st Field Artillery
  - 34th Military Police Company
  - 55th Civil Support Team
  - 257th Military Police Company
  - 434th Chemical Company
  - 682nd Engineer Battalion

### Air National Guard
- 133rd Airlift Wing am Minneapolis-Saint Paul International Airport
- 148th Fighter Wing auf der Duluth Air National Guard Base